# Christine Lakin
Christine Helen Lakin (Dallas, 25 januari 1979) is een Amerikaans actrice en voormalig kindster. Zij speelde onder meer van haar twaalfde tot haar negentiende Alicia 'Al' Lambert in de komedieserie Step by Step. Vervolgens maakte ze haar debuut op het witte doek als Kelly Harrington in Finding Kelly (2000).
Naast haar film- en vaste televisierollen speelde Lakin eenmalige gastrolletjes in onder meer 3rd Rock from the Sun (1999), Boston Public (2002), Veronica Mars (2005), Touched by an Angel (2006), CSI: Crime Scene Investigation (2008) en Bones (2009).
Naast het acteren, behaalde ze een BA in communicatie aan de UCLA.

## Filmografie
- Super Capers (2009)
- Race to Witch Mountain (2009)
- Naked: A Guy's Musical (2008)
- Red Canyon (2008)
- Patsy (2008)
- Chronic Town (2008)
- The Hottie and the Nottie (2008)
- The Game Plan (2007)
- Dark Mirror (2007)
- Georgia Rule (2007)
- The Cutting Edge: Going for the Gold (2006)
- Mystery Woman: At First Sight (2006, televisiefilm)
- Suits on the Loose (2005)
- In Memory of My Father (2005)
- Reefer Madness: The Movie Musical (2005)
- Dirty Famous (2005, televisiefilm)
- Blue Demon (2004)
- Combustion (2004, televisiefilm)
- Going Down (2003)
- Who's Your Daddy? (2003)
- Getting Out (2002)
- Ruling Class (2001, televisiefilm)
- Buck Naked Arson (2001)
- Jungle Juice (2001)
- Whatever It Takes (2000)
- Big Monster on Campus (2000)
- Finding Kelly (2000)
- Lost in Oz (2000, televisiefilm)
- The Rose and the Jackal (1990, televisiefilm)

## Televisieseries
*Exclusief eenmalige gastrollen
- Valentine – Kate Providence (8 afleveringen, 2008–2009)
- Step by Step – Alicia 'Al' Lambert (159 afleveringen, 1991–1998)